# Назарово
Назарово (рус. Назарово) град је у Русији у Краснојарском крају. Према попису становништва из 2010. у граду је живело 52.829 становника.

## Становништво
Према прелиминарним подацима са пописа, у граду је 2010. живело 52.829 становника, 3.710 (6,56%) мање него 2002.
| 1959.  | 1970.  | 1979.  | 1989.  | 2002.  | 2010.  |
| ------ | ------ | ------ | ------ | ------ | ------ |
| 29.689 | 44.173 | 53.696 | 64.350 | 56.539 | 52.817 |